# Nussbutter
Nussbutter (beurre noisette) ist hell gebräunte und durch ein Tuch passierte flüssige Butter. Ihren namengebenden, nussähnlichen Geschmack erhält sie durch den karamellisierten Milchzucker. Sie wird anstelle einer Sauce vor allem zu Fisch und Gemüse gereicht.
Zur Zubereitung von beurre noisette wird Butter in einer Sauteuse geschmolzen und zum Köcheln gebracht, bis sie eine goldbraune Farbe annimmt.
Nachdem sie durch ein Passiertuch gegeben wurde, kann sie abgefüllt oder direkt verwendet werden.
Braune Butter hält wie geklärte Butter (Butterschmalz) mehrere Wochen im Kühlschrank.